# Dirección General de Política de Defensa
La Dirección General de Política de Defensa (DIGENPOL) de España es el órgano directivo del Ministerio de Defensa, dependiente de la Secretaría General de Política de Defensa (SEGENPOL), al que le corresponde la planificación y desarrollo de la política de defensa.

## Historia
La DIGENPOL se creó en 1977 junto con el propio Ministerio de Defensa tras la unificación de los ministerios militares. En esta época, el órgano recibía el nombre de Secretaría General para Asuntos de Política de Defensa, con rango de Dirección General, y se le encomendaba la tarea «de aportar datos que puedan servir de base para definir aquélla en el campo no militar, y apoyará al Ministerio en sus funciones de ordenación y coordinación de la Política de Defensa». Asimismo, entendía «de todos los aspectos relacionados con la movilización que se determinen así como en cuanto se refiere a las vías de comunicación, transportes y telecomunicaciones, de interés para la Defensa, que no sean competencia de la cadena de mando militar».
Posteriormente, la reforma de 1984 asimiló los órganos directivos del Ministerio de Defensa al de los otros departamentos ministeriales, renombrándo las secretarías general como direcciones generales. Asimismo, en esta reforma dejó de depender de la Subsecretaría de Política de Defensa, que se suprimió, y pasó a depender del Jefe de Estado Mayor de la Defensa. Se le encomendó «estudiar y preparar los asuntos relativos a la política de defensa tanto en su aspecto exterior como interior, y las directrices generales de la política militar». Le correspondía, asimismo, «coordinar la movilización a nivel interministerial y dirigir su desarrollo en el ámbito del departamento; coordinar lo referente a las comunicaciones y los transportes de interés para la defensa y constituir la secretaria de la Junta de Defensa Nacional». Originalmente se componía de tres órganos, las subdirecciones generales «de Asunto Nacionales de Defensa», «de Asuntos Internacionales de Defensa» y «de Estudios y Planes».
En 1987 la DIGENPOL pasó a depender directamente del ministro de Defensa y se suprimió la subdirección general de Asuntos Nacionales de Defensa, creando a su vez otra de «Defensa Civil».
Ya en 1996 se vuelve a reformar la dirección general estructurándose en las subdirecciones generales «de Coordinación, Planes y Defensa Civil» y «de Asuntos Internacionales de Defensa» y adscribiéndose a ella la Sección Española del Comité Permanente Hispano-Norteamericano y el Instituto Español de Estudios Estratégicos.
Desde entonces no ha sufrido reformas destacables, salvo la subordinación de este órgano a la recuperada Secretaría General de Política de Defensa desde el año 2001.

## Titular
El actual titular de la Dirección General de Política de Defensa es, desde junio de 2021, el teniente general en la reserva Fernando José López del Pozo.

## Estructura y funciones
La DIGENPOL ejerce sus funciones a través de sus dos órganos subordinados:
- La Subdirección General de Planes y Relaciones Internacionales, que se encarga de elaborar las directrices de política de Defensa y realizar su seguimiento; controlar el desarrollo del Plan de Diplomacia de Defensa; conducir y desarrollar las acciones dimanantes de las relaciones bilaterales con los estados en materia de política de Defensa; elaborar las líneas generales de desarrollo de las directrices de política de Defensa para la participación en organizaciones internacionales de seguridad y defensa y preparar, coordinar, controlar y apoyar la elaboración de los tratados, acuerdos y convenios internacionales que afecten a la Defensa y realizar su seguimiento.
  - La Oficina de Aplicación del Convenio entre los Estados Partes del Tratado del Atlántico Norte.
- La Subdirección General de Cooperación y Defensa Civil, que ejerce las competencias de elaborar las líneas generales de desarrollo de las directrices de política de Defensa para la participación de otros departamentos ministeriales en la defensa nacional; preparar y gestionar la contribución a la acción del Estado para hacer frente a situaciones de crisis y emergencias; coordinar la contribución al planeamiento civil de emergencia en las organizaciones internacionales y desarrollar la actuación en materia de control de armamento, no proliferación y desarme.

Ambas subdirecciones generales, en el ámbito de sus competencias, se encargan de seguir y valorar el desarrollo de la situación internacional en el ámbito de la política de seguridad y defensa, especialmente en zonas de crisis y otras áreas de interés, y de coordinar la participación del Departamento en los organismos internacionales de seguridad y defensa.